# NGC 1799
NGC 1799 é uma galáxia lenticular (S0) localizada na direcção da constelação de Eridanus. Possui uma declinação de -07° 58' 08" e uma ascensão recta de 5 horas, 07 minutos e 44,5 segundos.
A galáxia NGC 1799 foi descoberta em 13 de Fevereiro de 1887 por Lewis A. Swift.